# Алба Молина
Алба Молина Монтоја (рођена 1978) је шпанско-ромска певачица која изводи фламенко, хип-хоп и друге видове поп музике. Ћерка је брачног пара Лоле Монтоје и Мануела Молине. Током своје уметничке каријере, сарађивала је са групом Las Niñas крајем 1990-их, а касније и са шпанским гитаристом Рикардом Мореном на албуму Tucara (2009).